# Alice's Picnic
Série Alice Comedies
Alice's Three Bad Eggs
(1927) Alice's Channel Swim
(1927)
Pour plus de détails, voir Fiche technique et Distribution.
Alice's Picnic est un court métrage d'animation américain muet de la série Alice Comedies sorti en 1927.

## Synopsis
Alice et ses amis décident d'aller faire un pique-nique dans un parc. Mais un gang de rats leurs volent leurs paniers-repas, entamant les hostilités.

## Fiche technique
- Titre original : Alice's Picnic
- Série : Alice Comedies
- Réalisation : Walt Disney
- Animation : Norm Blackburn, Les Clark, Ben Clopton, Friz Freleng, Rollin Hamilton, Hugh Harman, Rudolf Ising, Ub Iwerks, Paul J. Smith
- Encrage et peinture : Irene Hamilton, Walker Harman
- Photographie : Rudolf Ising
- Production : Walt Disney, Margaret J. Winkler
- Société de production : Disney Brothers Studios
- Société de distribution : FBO pour Margaret J. Winkler (1927)
- Budget : 1 388,68 $
- Pays :  États-Unis
- Format d'image : noir et blanc - 35 mm - 1,37:1 - muet
- Genre : animation et prises de vues réelles
- Durée : 7 minutes
- Dates de sortie : 30 mai 1927[1]

Source : Walt in Wonderland

## Distribution
- Lois Hardwick : Alice

## Commentaires
Produit en janvier 1927 (prise de vue réelle) et en mars 1927 (animation), le film a été livré le 16 mars 1927. Le copyright a été déposé le 30 mai 1927 par R-C Pictures Corp.
Ce film marque la première participation au sein des studios Disney de Les Clark, futur membre des Neuf Sages de Disney.